# Président Doumer
Die Président Doumer war ein 1935 in Dienst gestelltes Passagierschiff der französischen Reederei Messageries Maritimes, das im Passagier- und Postverkehr von Marseille nach Fernost eingesetzt wurde. Im Zweiten Weltkrieg diente die Président Doumer als alliierter Truppentransporter unter britischer Flagge, bis sie am 30. Oktober 1942 nördlich von Madeira von dem deutschen U-Boot U 604 versenkt wurde. Von den 345 Besatzungsmitgliedern und Soldaten kamen 260 ums Leben.

## Passagierschiff
Das 11.898 BRT große Motorschiff Président Doumer wurde auf der Werft Société Provençale de Constructions Navales in der südfranzösischen Hafenstadt La Ciotat gebaut und lief am 22. Januar 1933 vom Stapel. Das Schiff wurde zu Ehren des ehemaligen französischen Staatspräsidenten Paul Doumer benannt, der im Jahr zuvor einem Attentat zum Opfer gefallen war. Der Stapellauf fand in Anwesenheit von Doumers Kindern und Enkeln statt. Alexandre Millerand war ebenfalls anwesend. Das 159, 50 Meter lange und 19,5 Meter breite Passagier- und Postschiff hatte einen flachen breiten Schornstein, zwei Masten und zwei Propeller. Es wurde mit zwei Dieselmotoren von Burmeister & Wain angetrieben, die 8100 PS leisteten und eine Geschwindigkeit von 15 Knoten ermöglichten. Es konnten 135 Passagiere in der Ersten Klasse, 90 in der Zweiten und 74 in der Dritten Klasse befördert werden. Im Notfall konnten weitere 500 Personen an Bord genommen werden.
Die Kabinen und Aufenthaltsräume waren modern und elegant ausgestattet. Der Speisesaal der Ersten Klasse erstreckte sich über die gesamte Schiffsbreite und wurde von einem gewölbten Dach in voller Raumlänge überspannt, durch dessen Oberlichter viel Tageslicht in den Raum dringen konnte. Im Musiksalon war eine Büste von Paul Doumer aufgestellt. Der französische Künstler Georges Paul Leroux steuerte ein extra für das Schiff angefertigtes Zier-Paneel mit dem Titel Tristan dans la forêt („Tristan im Wald“) bei.
Die Président Doumer war das zuletzt in Dienst gestellte in einer Reihe von drei identischen Schwesterschiffen. Die anderen beiden waren die 1931 in Dienst gestellte Jean Laborde (I) (11.414 BRT) und die 1933 in Dienst gestellte Maréchal Joffre (11.732 BRT). Am 6. Juni 1935 lief die Président Doumer zu ihrer Jungfernfahrt nach Madagaskar aus. Wegen eines Motorschadens musste sie am 21. Juni in Aden einen außerplanmäßigen Zwischenstopp einlegen. Am 1. Oktober 1937 nahm sie 200 Meilen vor Sues das havarierte britische Schiff Quarrington Court in Schlepptau. 1938 wurde der bis dahin schwarze Schiffsrumpf weiß gestrichen. Außerdem wurden neue Motoren eingebaut, sodass sich die Leistung auf 10.200 PS und die Geschwindigkeit auf 19 Knoten erhöhte.

## Truppentransporter im Zweiten Weltkrieg
Am 3. September 1939, dem Tag der Kriegserklärung Frankreichs an das Deutsche Reich, wurde die Président Doumer von der Französischen Marine zum Kriegseinsatz als Truppentransporter angefordert. Nach Abschluss der entsprechenden Umbauarbeiten fuhr die Président Doumer am 18. April 1940 von Brest nach Scapa Flow. Sie bildete mit den beiden Truppenschiffen Flandre und Djenné den Konvoi FP-2, der von den französischen Zerstörern Tartu, Chevalier-Paul und Milan eskortiert wurden. Der Konvoi verließ Scapa Flow am 24. April, um die 27. Halbbrigade Chasseurs Alpins nach Norwegen zu bringen. Der Geleitzug wurde nun zusätzlich von den britischen Zerstörern Codrington und Fame gesichert. Am 28. April 1940 erreichten die Schiffe ihr Ziel und brachten die Soldaten in Salangen und Bogen bei Narvik an Land.
Am 19. Juli 1940 wurde die Président Doumer in Ismailia am Sueskanal dem britischen Ministry of War Transport (MoWT) als Truppentransporter übergeben. Der Kapitän des Schiffs, Jean Paul Mantelet (ein früherer Lotse auf dem Sueskanal) sowie 74 Besatzungsmitglieder und 20 Angehörige der französischen Marine durften an Bord bleiben. Die übrige Besatzung wurde an Bord des Passagierschiffs Athos (II) der Messageries Maritimes nach Frankreich zurückgebracht. Das Management wurde an die britische Bibby Line übertragen.

## Versenkung
Am 16. Oktober 1942 lief die Président Doumer unter dem Kommando von Kapitän Jean Paul Mantelet in Freetown (Sierra Leone) zu einer Überfahrt nach Großbritannien aus. An Bord waren 252 Besatzungsmitglieder, 30 DEMS-Artilleristen (Defensively Equipped Merchant Ship) und 63 Soldaten (insgesamt 345 Personen) sowie gewöhnliche Fracht, darunter 50 Tonnen Palmenkerne. Sie war das größte des aus insgesamt 36 Schiffen bestehenden Konvois SL-125. Zwischen dem 26. und dem 31. Oktober 1942 wurde der Konvoi nacheinander von insgesamt acht deutschen U-Booten angegriffen. 12 Schiffe wurden versenkt. Am 30. Oktober um 21.29 Uhr wurde die Président Doumer 150 Meilen nordöstlich von Madeira von dem deutschen U-Boot U 604 (Kapitänleutnant Horst Höltring) torpediert.
Das Wetter war zu dem Zeitpunkt sehr schlecht. An Bord brach Panik aus; einige der Rettungsboote wurden losgeschnitten und zerschellten. Der kleine norwegische Frachtdampfer Alaska unter dem Kommando von Kapitän Berge Mevatne wurde mit der Rettung der Schiffbrüchigen beauftragt. Viele sprangen in ihrer Panik von Bord der Prédient Doumer und trieben im Wasser. Zwei Besatzungsmitglieder der Alaska sprangen ins Wasser und versuchten, so viele Schiffbrüchigen wie möglich mit Seilen zu sichern. Dies scheiterte aber wegen des stürmischen Wetters. Die Président Doumer sank kurz nach dem Torpedotreffer auf der Position 35° 8′ N, 16° 44′ W. Kapitän Mantelet, 173 Besatzungsmitglieder, 23 Artilleristen und alle 63 Soldaten kamen dabei ums Leben.
78 Crewmitglieder und sieben Artilleristen überlebten. 29 von ihnen wurden von der britischen Korvette Cowslip (Lt. Commander Frederick Granger) und die anderen 56 von der Alaska aufgenommen. Während die Alaska noch mit der Rettung beschäftigt war, wurde sie kurz nach Mitternacht am 31. Oktober von einem Torpedo von U 510 getroffen. Die Überlebenden der Président Doumer gerieten erneut in Panik und die Besatzung der Alaska hatte alle Hände voll zu tun, sie am Stürmen der Rettungsboote zu hindern. Die Alaska blieb schwimmfähig und erreichte Lissabon am 11. November. Die Cowslip brachte ihre Geretteten in Gibraltar an Land.